# محمد سيفان
محمد سيفان مواليد 8 مارس 1983 في المالديف، هو لاعب كرة قدم مالديفي يلعب مع نادي نيو راديانت كلاعب وسط.

## المسيرة الاحترافية

### أندية لعب لها
- نادي نيو راديانت

## روابط خارجية
- محمد سيفان على موقع قاعدة بيانات كرة القدم.إي يو (الإنجليزية)
- محمد سيفان على موقع ناشيونال فوتبول تيمز (الإنجليزية)